# پنکریج
longitudeپنکریجlatitudeپنکریج
پنکریج (به انگلیسی: Penkridge) یک شهرک در بریتانیا است که در انگلستان واقع شده‌است.

## نگارخانه

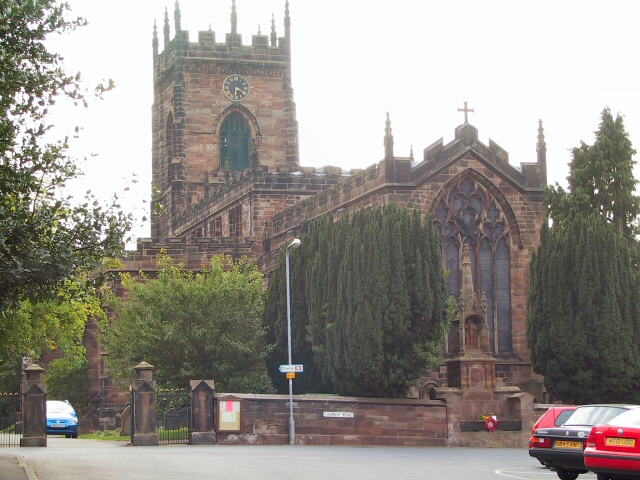
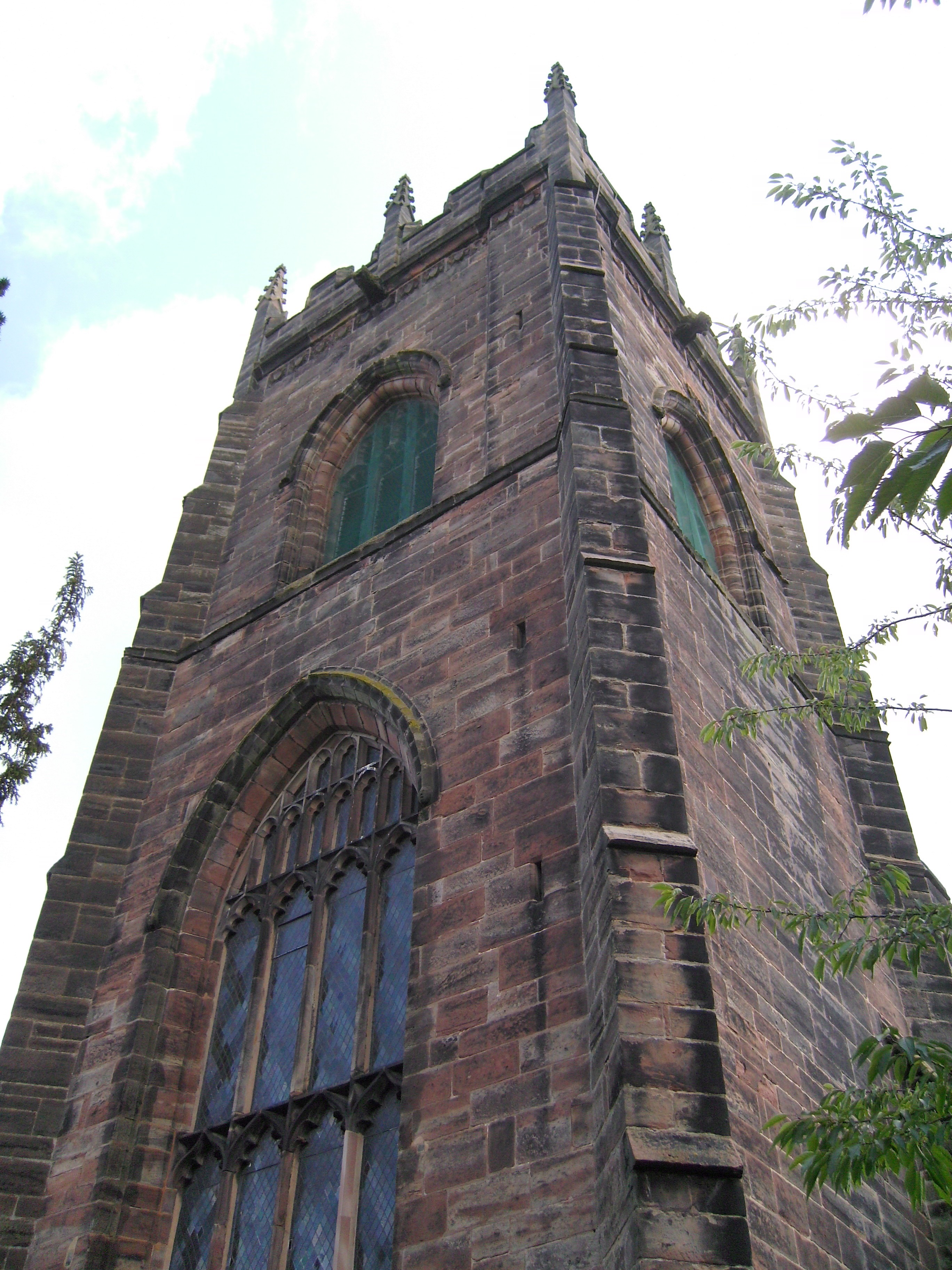
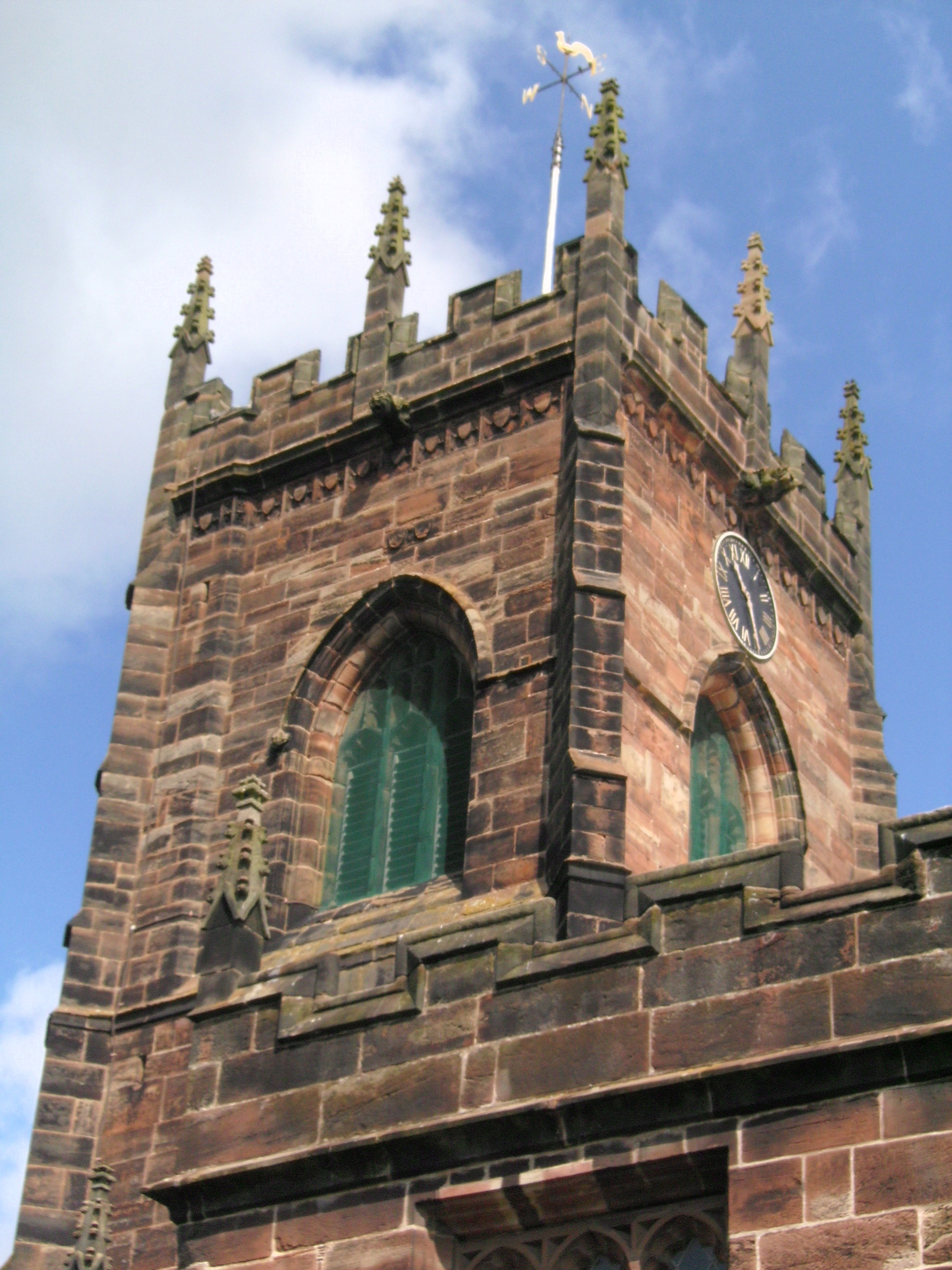
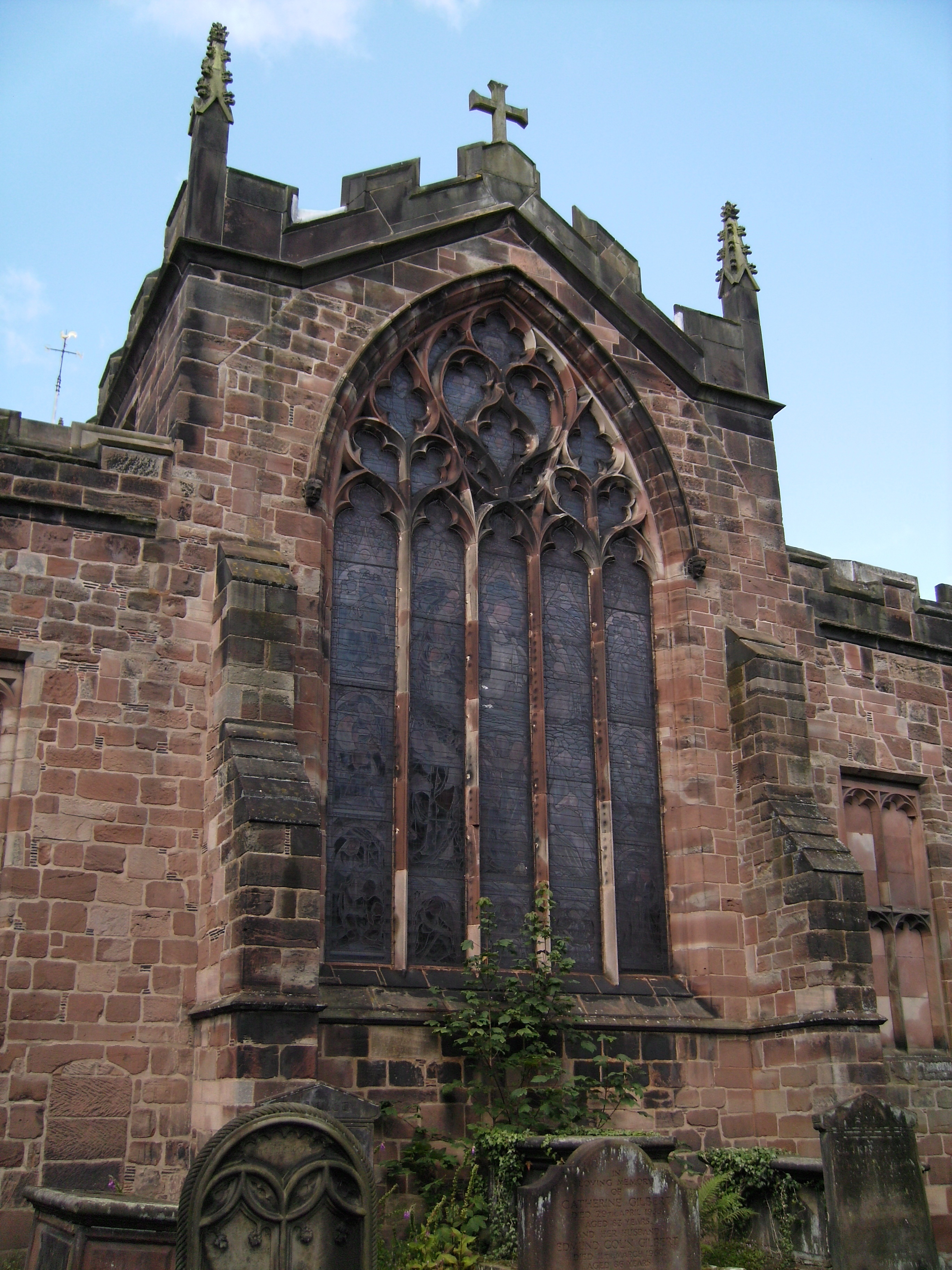
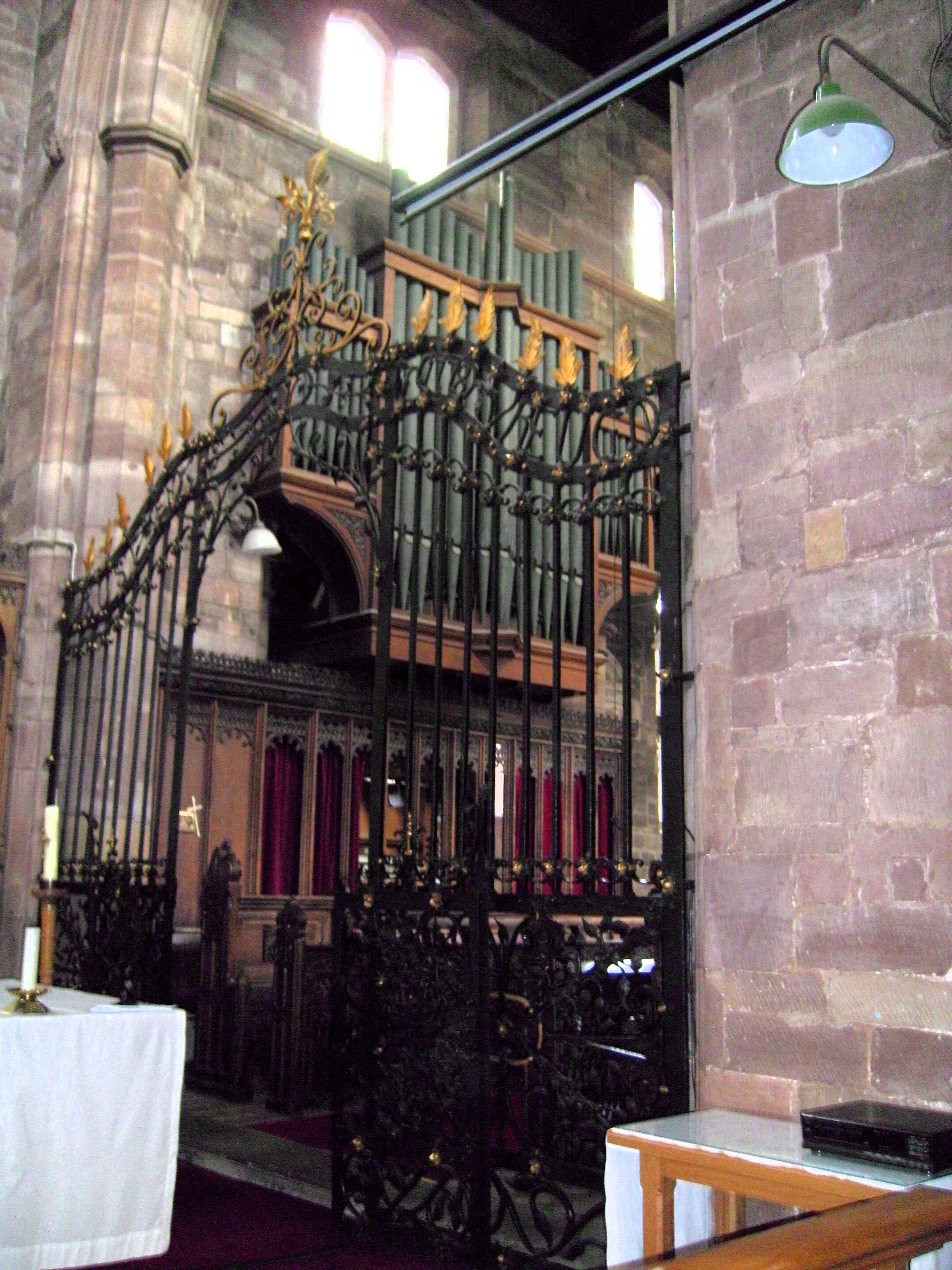
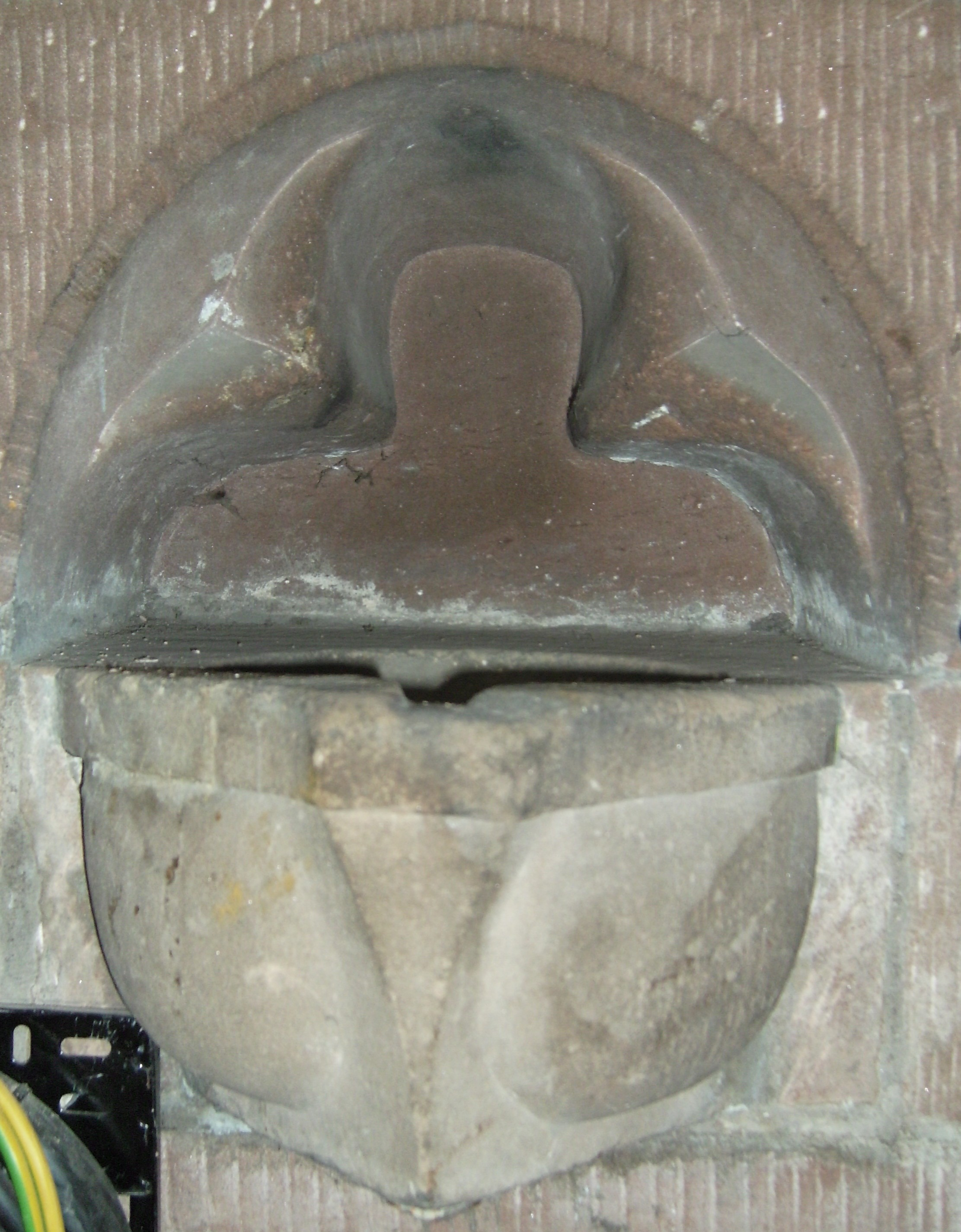
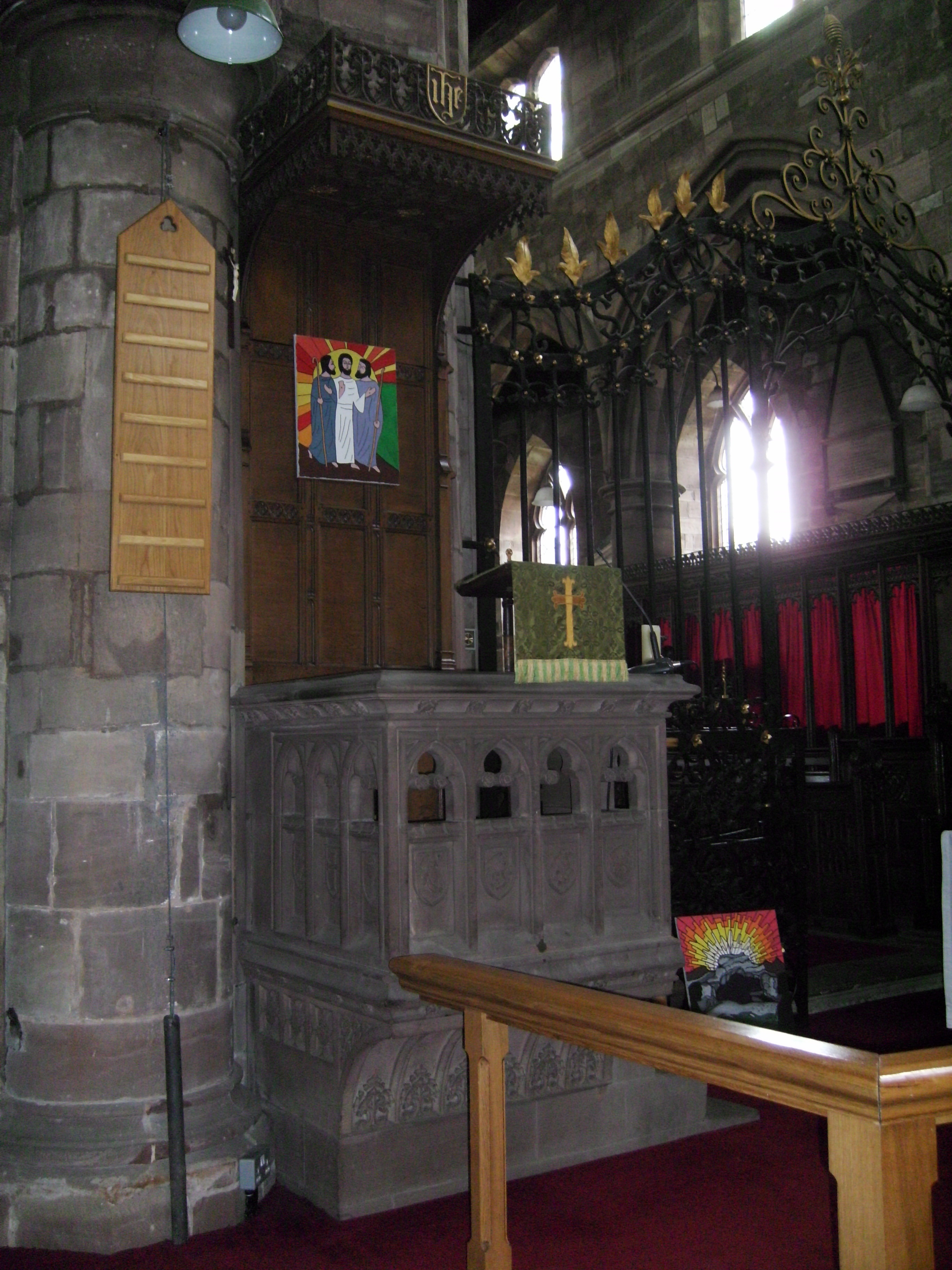

## خصوصیات
پنکریج ۷٬۰۰۰ نفر جمعیت دارد.